# Wasdale
Wasdale – civil parish w Anglii, w Kumbrii, w dystrykcie (unitary authority) Cumberland. W 2001 roku civil parish liczyła 79 mieszkańców.